# Nexus 7 (2012)
Nexus 7是由Google与臺灣華碩合作推出的一款基于Android的平板电脑。
Nexus 7在2012年6月27日举行的Google I/O大会上发布，7月中旬出货。大会当天便可以在Google Play平台上预定。

## 开发

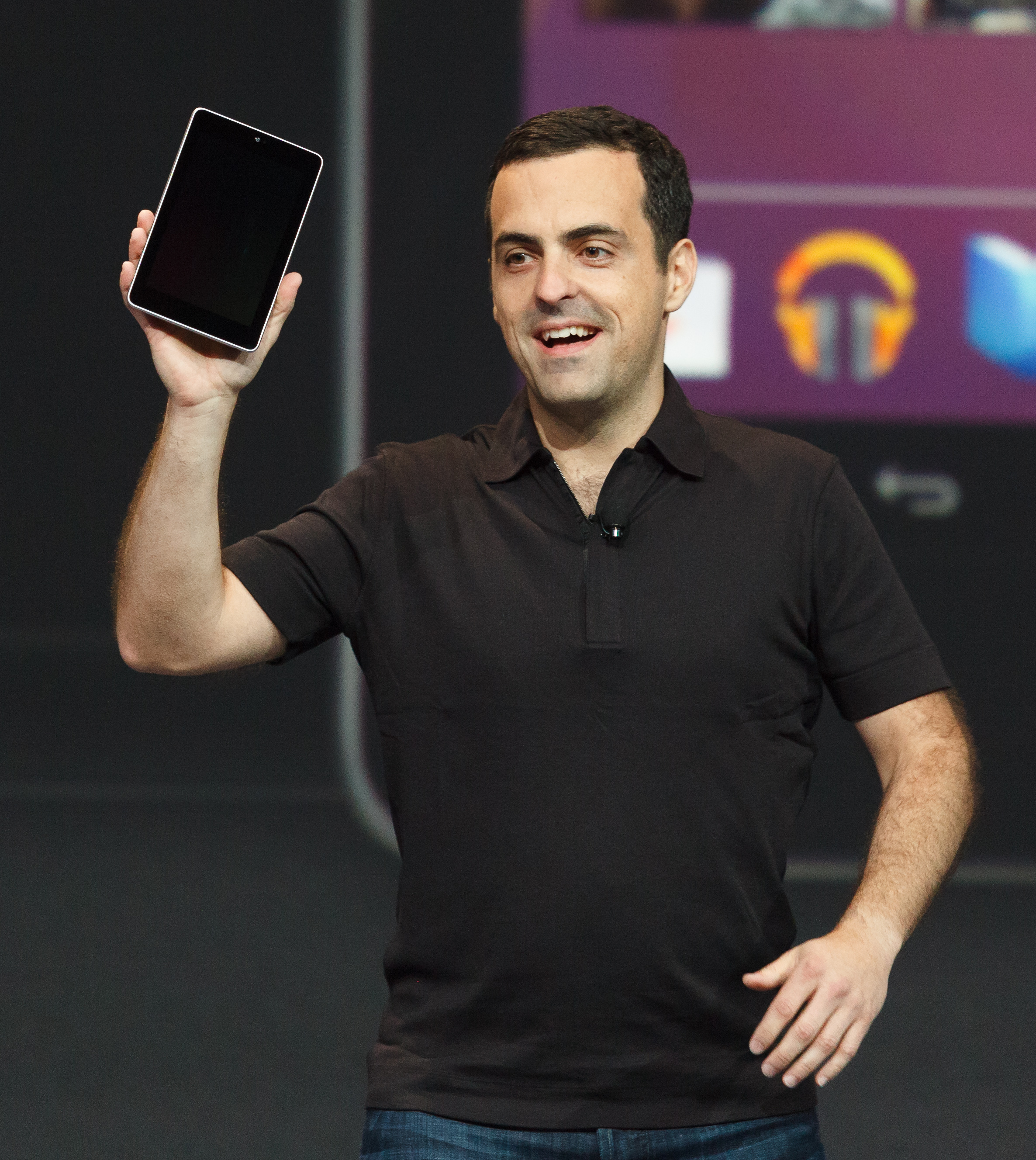
雨果·巴拉，前Android產品管理主管，於Google I/O 2012大會展示Nexus 7。

在2011年12月的一份義大利報紙關於Google高層主管埃里克·施密特的專訪報導中指出，Google將會在之後的六個月內推出屬於自主品牌Google Nexus的平板電腦，以提升和蘋果電腦間的競爭力。但施密特本人並沒有透露更詳細的資訊，其僅透露出該平板電腦產品會以Nexus來命名。2012年5月時，網路上的消息指出該產品會是與臺灣華碩電腦共同研發的7吋平板電腦，也就是我們現在悉知的Nexus 7。該產品的規格訊息外流指出會搭載Nvidia Tegra 3四核心處理器以及Android 4.1系統。

## 規格

### 軟體
Nexus 7搭载代号为Jelly Bean的Android 4.1操作系统；目前可升級最新版本Android 5.1.1(Lollipop)。此外，它还搭载了Chrome作为浏览器。
並且目前可用Ubuntu Core Nexus 7 Installer將Ubuntu Linux安裝至Nexus 7上。雖可安裝，但實用性不高（光開機就使用600Mb的記憶體、在Nexus上系統不穩定等等問題）。

### 硬體
Nexus 7是基於華碩MeMO ME370T的規格再進行改善和重新規劃所設計出的，以下為其規格：
- 7吋 LED背光IPS螢幕
  - 解像度 1280x800
- Nvidia Tegra 3 1.3GHz Cortex-A9 四核心處理器（外加一省電核心）
- 支援蓝牙、Wi-Fi、近场通讯等
- 120萬畫素前置鏡頭
- 4325毫安培小时不可換電池
- 1GB RAM